# Lukas Björklund
Lukas Edvin Björklund, född den 16 februari 2004 i Ystad, är en svensk fotbollsspelare som representerar den danska klubben Sønderjyske. Han har även spelat i svenska landslaget på flera ungdomsnivåer.

## Karriär
Lukas Björklund är född i Ystad där han också började spela fotboll. Som junior spelade han även i Malmö och Milan innan han 2022 värvandes av Sønderjyske. Han har representerat Sverige på U17-, U19- och U21-nivån.